# Cytoscape
Cytoscape è un programma libero (disponibile sotto licenza GPL) utilizzato in bioinformatica per la visualizzazione delle reti di interazione molecolare. Molte caratteristiche aggiuntive sono rese disponibili mediante una serie di plugin. Vi sono plugin per la profilatura delle reti molecolari, per nuovi layout, per il supporto di file aggiuntivi e per la connessione con i Database. Ulteriori plugin possono essere sviluppati utilizzando l'architettura Cytoscape open Java e la realizzazione di nuovi plugin è incoraggiata.

## Storia
Cytoscape è stato originariamente realizzato dall'Institute for System Biology nel 2002 a Seattle. Attualmente è sviluppato da un consorzio di sviluppatori opensource. Cytoscape è stato reso pubblico nel luglio 2002 (v.08), la seconda release (v.09) risale al mese di novembre dello stesso anno, mentre la terza release (v.1.0) è stata distribuita nel marzo 2003. La versione 1.1.1 è l'ultima stabile della serie 1.0. La versione 2.0 è stata distribuita nel 2004 e Cytoscape 2.5 nel luglio 2007.

## Sviluppo
Il team di sviluppatori di Cytoscape continua a lavorare al progetto allo scopo di creare la versione 3.0. Tale versione sarà modularizzabile, espandibile e mantenibile.

## Uso
Cytoscape può essere utilizzato per visualizzare ed analizzare grafici di qualsiasi tipo di rete che coinvolge nodi (ad esempio, reti sociali). Un aspetto fondamentale della architettura software di Cytoscape è l'uso di plugin per funzioni specializzate. I plugin sono realizzati sia da sviluppatori che dalla comunità di utenti.